# Clay (Virginie-Occidentale)
Pour les articles homonymes, voir Clay.
La ville de Clay est le siège du comté de Clay, situé dans l’État de Virginie-Occidentale, aux États-Unis. Sa population s’élevait à 491 habitants lors du recensement de 2010, estimée à 448 habitants en 2018.

## Histoire
Lors de la création du comté en 1858, la cour de justice (court house en anglais) est construite sur la propriété McOlgin, à l'emplacement actuel de Clay. La ville s'appelle successivement « Marshall », « Henry », « Clay Court House » et « Clay ». À l'image de son comté, la ville doit son nom au sénateur Henry Clay,.

## Géographie
Selon le recensement de 2010, Clay compte 491 habitants. La municipalité, incorporée en 1895, s'étend sur 0,61 mille carré (1,58 km2), dont 0,56 mille carré (1,45 km2) de terres.

## Source
- (en) Cet article est partiellement ou en totalité issu de l’article de Wikipédia en anglais intitulé « Clay, West Virginia » (voir la liste des auteurs).

1. 1 2 3  (en) Mack Samples, « Clay », sur wvencyclopedia.org, 27 janvier 2012 (consulté le 22 mars 2017).
2. ↑  (en) Kenny Hamill, West Virginia place names, their origin and meaning, including the nomenclature of the streams and mountains, The Place Name Press, 1945 (lire en ligne), p. 174.
3. 1 2  (en) Bureau du recensement des États-Unis, « Population, Housing Units, Area, and Density: 2010 - State -- Place and (in selected states) County Subdivision 2010 Census Summary File 1 », sur factfinder.census.gov (consulté le 22 mars 2017).
4. ↑  (en) « Population and Housing Unit Estimates » (consulté le 4 juin 2019)
5. ↑  (en) « Census of Population and Housing », Census.gov (consulté le 4 juin 2015)